# Slag om Woensdrecht (wielerronde)
De Slag om Woensdrecht (ook wel Fokker Slag om Woensdrecht) is een wielerwedstrijd op de weg door de Nederlandse provincies Noord-Brabant en Zeeland. De wedstrijd maakt deel uit van de Topcompetitie voor elite-beloftenrenners.

## Historie
De wedstrijd is een herdenking aan de Slag om Woensdrecht in de Tweede Wereldoorlog. De organisatie van de wedstrijd is in handen van de Stichting Vrienden van de Koers (een combinatie van de wielercomité's van Huijbergen en Hoogerheide). In 2023 vond de eerste editie plaats op 30 april, over een afstand van in totaal 166,25 km. De wedstrijd werd verreden over 7 rondes van 23,75 km. Per omloop werden de Bossestraat en Scheldeweg beklommen. Voordat de kasseihelling van de Bossestraat werd beklommen gingen de renners eerst nog over de kasseien van de Hogerwaardpolder.
Ook voor de toerrijders was er het evenement Jan Janssen Classic waarin de ronde werd meegenomen, voorafgaand aan de profs. Naast de ronde waren er diverse afstanden met een lus over de Brabantse Wal en door het zuidwesten van de provincie. 
Op zondag 28 april 2024 volgde de 2e editie van deze wielerwedstrijd, de editie voor toerrijders werd uitgesteld naar september in verband met Koningsdag op zaterdag 27 april 2024.
De 2e editie van de wielerwedstrijd had hetzelfde parkoers en werd door de wind een slijtageslag. Van de meer dan 150 gestarte renners wisten er 36 de finish te bereiken. De winst ging naar Rick Ottema. De kasseien-troffee werd gewonnen door Boris Romers.
De 3e editie kende weinig wind en was zonovergoten. Met ongeveer 90 km te gaan demareerden 6 renners. Tijdens de laatste rond in de beklimming van de Scheldeweg demareerde Martijn Rasenberg en hij kwam solo over de streep.

## Erelijst
| Jaar | Winnaar           | Tweede            | Derde          |
| ---- | ----------------- | ----------------- | -------------- |
| 2023 | Martijn Budding   | Mārtiņš Pluto     | Gil d'Heygere  |
| 2024 | Rick Ottema       | Coen Vermeltfoort | Jelte Krijnsen |
| 2025 | Martijn Rasenberg | Bram Dissel       | Jelle Weierink |